# Gunnar Berg (målare)

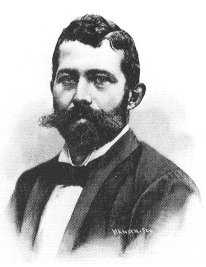
Gunnar Berg

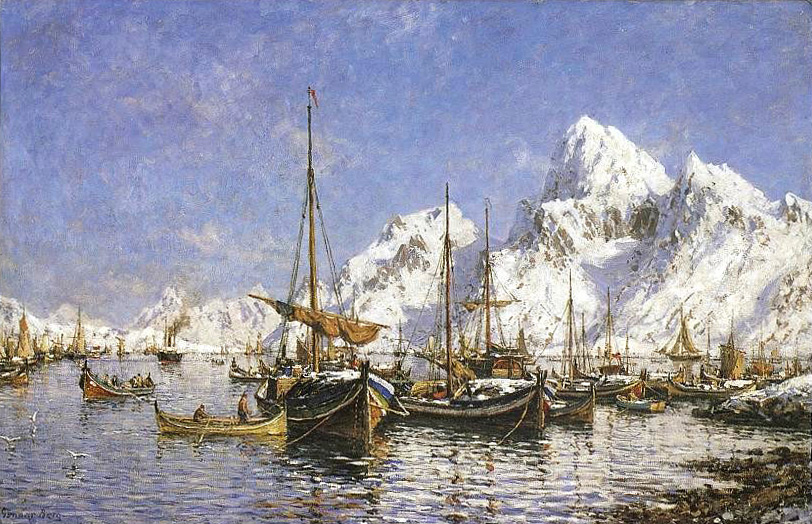
Hamn i Svolvær

Gunnar Berg, född 21 maj 1863 i Svolvær, död 23 december 1893 i Berlin, var en norsk målare som huvudsakligen är känd för sina bilder från Lofoten.
Bergs far var köpman och enligt dennes önskan fick Gunnar en utbildning för detta yrke, först i faderns affär och 1882-83 i Bergen. Målaren Adelsteen Normann, som var en vän till familjen, rekommenderade att besöka konstakademin i Düsseldorf och så studerade Gunnar 1883-85 för Eugène Dücker. I Tyskland träffade Berg andra norska målare som Ludvig Munthe, Georg Anton Rasmussen och Otto Sinding. Efter studietiden flyttade Berg tillbaka till Svolvær.
I motsats till sina kolleger, som föredrog dramatiska landskapsåtergivningar, avbildade Berg främst det vanliga livet från Lofoten. Senare målade Berg även efter fotografier och han började pendla mellan Norge och Tyskland. Efter 1887 levde han huvudsakligen i Berlin och han gjorde även en studieresa till Paris. 1893 blev han sjuk i cancer och under vintern samma år dog han i Berlin. Berg gravsattes på familjegraven Gunnarholmen i Svolvær. Sedan 1994 finns en byst över honom på kyrkogården. Berg finns representerad vid bland annat Nationalmuseum i Stockholm.